# Campeonato de España de Atletismo en pista cubierta de 1968
El IV Campeonato de España de Atletismo en pista cubierta, se disputó el día 17 de febrero de 1968 en las instalaciones deportivas de Palacio de los Deportes, Madrid, España.

## Resultados

### Hombres
| Evento              | Oro                                | Plata                   | Bronce                    |
| ------------------- | ---------------------------------- | ----------------------- | ------------------------- |
| 50 m                | José Luis Sánchez Paraíso 5.8      | Julián Marco 5.9        | Lorenzo Riezu 5.9         |
| 400 m               | Ramón Magariños 49.7               | José Torres 50.7        | Manuel Soriano 50.8       |
| 800 m               | Virgilio González Barbeitos 1:53.6 | Enrique Bondía 1:54.3   | Álvaro González 1:54.6    |
| 1500 m              | José María Morera 3:46.2           | Alberto Esteban 3:53.8  | Jorge González Amo 3:55.0 |
| 55 m vallas         | Rafael Cano 7.0                    | Manuel Ufer 7.0         | José Gual 7.2             |
| Salto de altura     | Luis María Garriga 2,08            | José Martín Mateos 2,03 | Javier Martínez 1,95      |
| Salto con pértiga   | Ignacio Sola 4,90                  | Miguel Consegal 4,40    | Carlos Hevia 4,30         |
| Salto de longitud   | Jacinto Segura 7,56                | Rafael Blanquer 7,49    | Juan José Azpeitia 7,03   |
| Triple salto        | Luis Felipe Areta                  | Jesús Bartolomé         | Luis Ángel Caballero      |
| Lanzamiento de peso | Manuel Ruiz Parajón 15,15          | Antonio Herrería 14,70  | Luis Pérez 13,63          |

### Mujeres
| Evento              | Oro                           | Plata                       | Bronce                    |
| ------------------- | ----------------------------- | --------------------------- | ------------------------- |
| 50 m                | Emma Albertos 6.9             | María Luisa García Pena 6.9 | Nadia Cánovas 7.1         |
| 400 m               | Josefina Salgado 59.3         | Coro Fuentes 1:00.0         | Rosa Sierra 1:01.6        |
| 800 m               | Dolores García 2:26.9         | Eila Amieiro 2:27.6         | Monserrat Comamala 2:29.5 |
| 50 m vallas         | Ana Molina 7.7                | Blanca Miret 7.7            | Sagrario Aguado 7.8       |
| Salto de altura     | Teresa María Roca 1,54        | Sagrario Aguado 1,51        | Mercedes Morales 1,36     |
| Salto de longitud   | Blanca Miret 5,44             | Cristina Alonso 5,36        | Rosa María García 5,18    |
| Lanzamiento de peso | María Luisa García Pena 11,88 | Carmen Güembe 11,24         | Concepción Laso 11,13     |

## Récords batidos
| Tipo              | Sexo    | Prueba            | Atleta             | Marca                 |
| ----------------- | ------- | ----------------- | ------------------ | --------------------- |
| Récords de España | Hombres | 400 m             | Ramón Magariños    | 49.0 (en semifinales) |
| Récords de España | Hombres | 1500 m            | José María Morera  | 3:46.2                |
| Récords de España | Hombres | Salto de altura   | Luis María Garriga | 2,08                  |
| Récords de España | Hombres | Salto de longitud | Jacinto Segura     | 7,56                  |
| Récords de España | Mujeres | 400 m             | Josefina Salgado   | 59.3                  |
| Récords de España | Mujeres | 800 m             | Dolores García     | 2:26.9                |
| Récords de España | Mujeres | 50 m vallas       | María Luisa Orobia | 7.6 (en semifinales)  |
| Récords de España | Mujeres | Salto de altura   | Teresa María Roca  | 1,54                  |
| Récords de España | Mujeres | Salto de longitud | Blanca Miret       | 5,44                  |